# Rémus (lune)
Pour les articles homonymes, voir Rémus (homonymie).
Rémus, officiellement (87) Sylvia II Rémus (désignation provisoire S/2004 (87) 1), est le satellite interne de (87) Sylvia qui compte deux lunes connues.
Son diamètre moyen est d'environ 7 km, ce qui correspond à environ 1/40 du diamètre de Sylvia.
Remus a été découvert plusieurs années après Romulus sur des images prises à partir du 9 août 2004. L'annonce a été faite le 10 août 2005. Il a été découvert par Franck Marchis de l'Université de Californie à Berkeley, et Pascal Descamps, Daniel Hestroffer, et Jérôme Berthier de l'Observatoire de Paris, en France, en utilisant le télescope Yepun de l'Observatoire européen austral au Chili. Marchis, le chef de projet, a attendu l'achèvement du programme d'acquisition d'image avant de commencer à traiter les données. Mais il devait partir en vacances en mars 2005, Descamps lui a envoyé une brève note intitulée « 87 Sylvia, un système triple ? » soulignant qu'il  pouvait voir deux lunes sur plusieurs images de Sylvia. Toute l'équipe s'est ensuite penché  sur l'analyse des données. Un document a présenté un résumé de la réunion en août à Rio de Janeiro et a présenté une proposition de dénomination pour l'UAI.
Sa désignation complète est (87) Sylvia II Remus ; avant de recevoir son nom, il était connu comme S/2004 (87) 1. La lune est nommée d'après Remus, jumeau du fondateur mythologique de Rome, l'un des enfants de Rhéa Silvia élevée par une louve.
87 Sylvia a une faible densité, ce qui indique qu'il est probablement un astéroïde tas de débris formé lorsque des débris d'une collision et reformé par re-accrétion gravitationnelle. Ainsi, il est probable que les deux Remus et Romulus sont les petits tas de décombres qui accrétés en orbite autour du corps principal de débris de la collision même. Dans ce cas, leur albédo et de la densité devraient être similaires à Sylvia.
L'orbite Remus devrait être assez stable. Il se trouve loin à l'intérieur de la Sphère de Hill (environ 1/100 du rayon de (87) Sylvia), mais aussi loin à l'extérieur de l'orbite géostationnaire.
De la surface de Remus, Sylvia semble énorme, avec une vision angulaire d'environ 30° × 18° de diamètre, tandis que Romulus a une taille apparente qui varie entre 1,6° et 0,5° de diamètre.